# 750-е годы до н. э.
750-е (семьсо́т пятидеся́тые) го́ды до на́шей э́ры по пролептическому юлианскому календарю — промежуток времени с 1 января 759 года до н. э. по 31 декабря 750 года до н. э., включающий с 759 по 751 годы 5-го десятилетия  и 750 год 6-го десятилетия VIII века 1-го тысячелетия до н. э. Им предшествовали 760-е годы до н. э., за ними следовали 740-е годы до н. э. Они закончились 2775 лет назад.

## Важнейшие события
- По мнению испанских и никарагуанских археологов, в этот период на территории современного государства Никарагуа началось строительство древнего поселения, названного исследователями Эль-Каскаль де Флор де Пино.
- Ок. 760 до н. э. — город Дос-Пилас покинут жителями-майя.
- Ок. 760 до н. э. — города-государства урмийского района создают крупное государство под названием Страны маннеев.
- Ок. 760—732 до н. э. — царь Урарту Сардури II. Походы в страну Мана и Закавказье. Два похода в Кумаху (Коммагену). Подчинение страны Арме (Шубрии).
- 21 апреля 753 до н. э. — традиционная (летописная) дата основания Рима.
- 751 год до н. э. — Кольцеобразное солнечное затмение 5 мая — 29-е затмение пятьдесят пятого Сароса[1].
- 751 год до н. э. — Начало правления царя Израильского царства Факея (751[2]—731 до н. э.)
- Ок. 750 до н. э. — выходцами из Халкиды основан город Кумы в Кампании.